# إكس أو
لعبة X-O (إكس - أُو)، وتدعى بالإنكليزية Tic Tac Toe أو Hugs and Kisses أو Noughts and Crosses، هي لعبة تلعب بالورقة والقلم، ويلعبها شخصان، الأول إكس X، والثاني أو O. ويتم اللعب بملء أحد المربعات التي تتشكل من تقاطع خطين عموديين مع عموديين أفقيين بإما X أو O، وعادةً، X يبدأ أولاً.
اللاعب الذي ينجح بتكوين 3 رموز متشابهة عمودياً أو أفقياً أو بشكل قطري يكون الفائز.
في هذه الصورة، X يبدأ أولاً، وتسير اللعبة من اليسار إلى اليمين. ويفوز X.
اكتشف لاعبو هذه اللعبة حديثاً، بأنه إذا لعب الخصمان بالطريقة الأفضل، سيؤدي ذلك إلى تعادل! ولذلك، فإن X-O تلعب غالباً من قبل الأطفال، وعندما يجدون طريقة جيدة للعب، لا يمكن هزيمتها، فإنهم ينتقلون للعب ألعاب معقدة أكثر من X-O، مثل X-O بـ12 خلية مثلاً.

## عدد الألعاب الممكنة
يوجد 255,168 لعبة ممكن لعبها.

- 131,184 لعبة ممكن لعبها بنهايتها يربح إكس
  - 1,440 منها بـ5 حركات
  - 47,952 منها بـ7 حركات
  - 81,792 منها بـ9 حركات
- 77,904 لعبة ممكن لعبها بنهايتها يربح أو
  - 5,328 منها بـ6 حركات
  - 72,576 منها بـ8 حركات
- 46,080 لعبة ممكن لعبها بنهايتها يوجد تعادل

المصدر : 

## التاريخ
بحسب كتاب كلوديا زاسلافسكي Tic Tac Toe: And Other Three-In-A Row Games from Ancient Egypt to the Modern Computer إن أصل لعبة الإكس أو من مصر القديمة.